# Uranomys ruddi
Uranomys ruddi — монотипний вид роду Uranomys родини мишеві.

## Опис
Голова й тіло довжиною 8.4–13.4 см, хвіст 5.3–7.9 см, вага 41–53 г. Волосся на спині дуже довге, від темно коричневого до червонуватого і сірого кольору; низ — від сіруватого до білого. Хвіст укритий коротким волоссям, темного кольору зверху, а знизу — блідішого. Задні ступні широкі, а три середні пальці довгі. Самиці мають 12 молочних залоз. Зубна формула: 1/1, 0/0, 0/0, 3/3 = 16.

## Поширення
країни поширення: Бенін, Камерун, Центральноафриканська Республіка, Чад, Демократична Республіка Конго, Кот-д'Івуар, Ефіопія, Гана, Гвінея, Кенія, Ліберія, Малаві, Мозамбік, Нігерія, Сенегал, Сьєрра-Леоне, Того, Уганда, Зімбабве. Зустрічається у вологих саванах, луках і кущистих землях. Він також знаходиться на краю лісу, але ніколи — в лісах.

## Звички
Вважається нічним видом. Харчується переважно комахами. конструюю нори глибиною 15 см з двома виходами. Вкрите травою гніздо знаходиться в норі. Продуктових запасів не робить. 
У Кот-д'Івуарі розмножується впродовж року, найбыльше — у період з вересня по грудень, в якому виводок в середньому від 4 до 5,7 дитинчат, а в інший час року виводок містить 2.6–3.7 дитинчат.

## Загрози та охорона
Здається, немає серйозних загроз для цього поширеного виду. Не відомо, чи він є у будь-якій з охоронних територій.